# Petrogale sharmani
Espèce
Statut de conservation UICN

 VU D1 : Vulnérable
Le pétrogale de Sharman (Petrogale sharmani) est une espèce de wallaby vivant dans le nord-est de l'Australie.

## Description
Il mesure de 43 à 53 cm de haut; sa queue mesure environ 50 cm. Il pèse entre 3,6 et 4,8 kg. La partie supérieure du corps est gris-brun. Il y a très peu de différence entre lui et les six autres espèces de pétrogales trouvés dans cette région et les différences ont été faites seulement par étude génétique (il a 20 chromosomes). C'est le plus petit de ces espèces et l'un des plus rares.

## Répartition et habitat
On le rencontre uniquement dans les régions de Seaview Ranges et Coane Ranges à l'ouest d'Ingham.
Il habite les régions rocheuses (gorges, éboulis, collines) des zones boisées.

## Alimentation
Il se nourrit de pousses d'herbes, de fruits, de graines et de fleurs. Il se laisse nourrir à la main.

## Reproduction
Il se reproduit toute l'année.